# دنانيات
دَنَّانِيّات أو ذباب النحل أو ذباب متواضع أو بمُبلييدى (الاسم العلمي: Bombyliidae)، هي فصيلة حشرات من ذوات الجناحين قصيرات القرون. أنواعه نحو 4500 منتشرة في جميع أقطار العالم أخصها المناطق الحارة.

## معرض صور